# 168 (číslo)
Sto šedesát osm je přirozené číslo, které následuje po čísle sto šededesát sedm a předchází číslu sto šedesát devět. Římskými číslicemi se zapisuje CLXVIII.

## Chemie
- 168 je nukleonové číslo druhého nejběžnějšího izotopu erbia a také nejméně běžného a současně nejlehčího stabilního izotopu ytterbia.[1]

## Matematika
- abundantní číslo
- součet čtyř po sobě jdoucích prvočísel: 37 + 41 + 43 + 47

## Doprava
- Silnice II/168 je česká silnice II. třídy vedoucí na trase Kvilda – Vimperk[2]

## Astronomie
- 168 Sibylla je planetka hlavního pásu.
- 168P/Hergenrother je periodická kometa ve Sluneční soustavě.

## Roky
- 168
- 168 př. n. l.

## Ostatní
- Týden má 168 (7*24) hodin.
- 168 hodin – publicistický pořad České televize
- 168 je počet teček v jedné sadě dominových kostek.